# Con te fino alla fine del mondo
Con te fino alla fine del mondo (Du findest mich am ende der welt) è un romanzo d'amore attribuito allo scrittore immaginario Nicolas Barreau, pubblicato in Germania nel 2008 e in Italia nel 2012.

## Trama
Jean-Luc Champollion è il proprietario di una galleria d'arte parigina e vive in uno dei quartieri più alla moda di Parigi assieme al suo dalmata Cézanne. Le sue giornate passano tranquille fra serate con gli amici nei café di Saint-Germain-des-Prés e fugaci relazioni romantiche con ragazze sempre diverse, sino a quando una mattina non trova nella sua cassetta delle lettere una misteriosa lettera d'amore da parte di un'anonima ammiratrice che lo sfida a scoprire la sua identità. L'unico indizio a sua disposizione è un indirizzo email al quale Jean Luc deve rispondere.
Inizia così una fitta corrispondenza, con Jean-Luc che continua a seguire gli indizi forniti nelle lettere cercando di scoprire l'identità della donna di cui ormai si è perdutamente innamorato.

## Edizioni
- Nicolas Barreau, Con te fino alla fine del mondo, collana I Narratori, Feltrinelli, 2012,  pp. 192, ISBN 978-88-07-01914-2.